# Башня полей
Башня полей — последовательность из расширений для некоторого поля {\displaystyle K}: {\displaystyle K\subset K_{1}\subset \dots \subset K_{i}\subset \dots }, может быть конечной или бесконечной. Часто записывается вертикально:
{\displaystyle {\begin{array}{c}\vdots \\|\\K_{i}\\|\\\vdots \\|\\K_{1}\\|\\K\end{array}}}
Например, {\displaystyle \mathbb {Q} \subset \mathbb {R} \subset \mathbb {C} } — конечная башня расширений поля рациональных чисел, последовательно включающая поля вещественных и комплексных чисел.
Нормальная башня полей — последовательность нормальных расширений, сепарабельная башня полей — последовательность сепарабельных расширений, абелева башня полей — последовательность абелевых расширений.
Классическая задача разрешимости в радикалах многочленов, решённая средствами теории Галуа, может быть сформулирована в терминах башен полей: разрешимость эквивалентна погружаемости поля коэффициентов данного многочлена в нормальную и абелеву башню полей.
Башня полей классов — башня полей, построенная над некоторым полем алгебраических чисел, каждый элемент которой является максимальным абелевым неразветвлённым расширением предыдущего. Один из результатов теории полей классов, влекущий важные следствия для алгебраической теории чисел — отрицательное решение неограниченной проблемы Бёрнсайда (теорема Голода — Шафаревича), на языке полей классов формулируется следующим образом: существуют бесконечные башни классов полей (в частности, такова башня, построенная над расширением поля рациональных чисел, полученного присоединением числа {\displaystyle {\sqrt {30030}}}).